# Dolichopeza rizalensis
Dolichopeza rizalensis är en tvåvingeart som beskrevs av Alexander 1931. Dolichopeza rizalensis ingår i släktet Dolichopeza och familjen storharkrankar. Inga underarter finns listade i Catalogue of Life.